# Charles James McDonnell

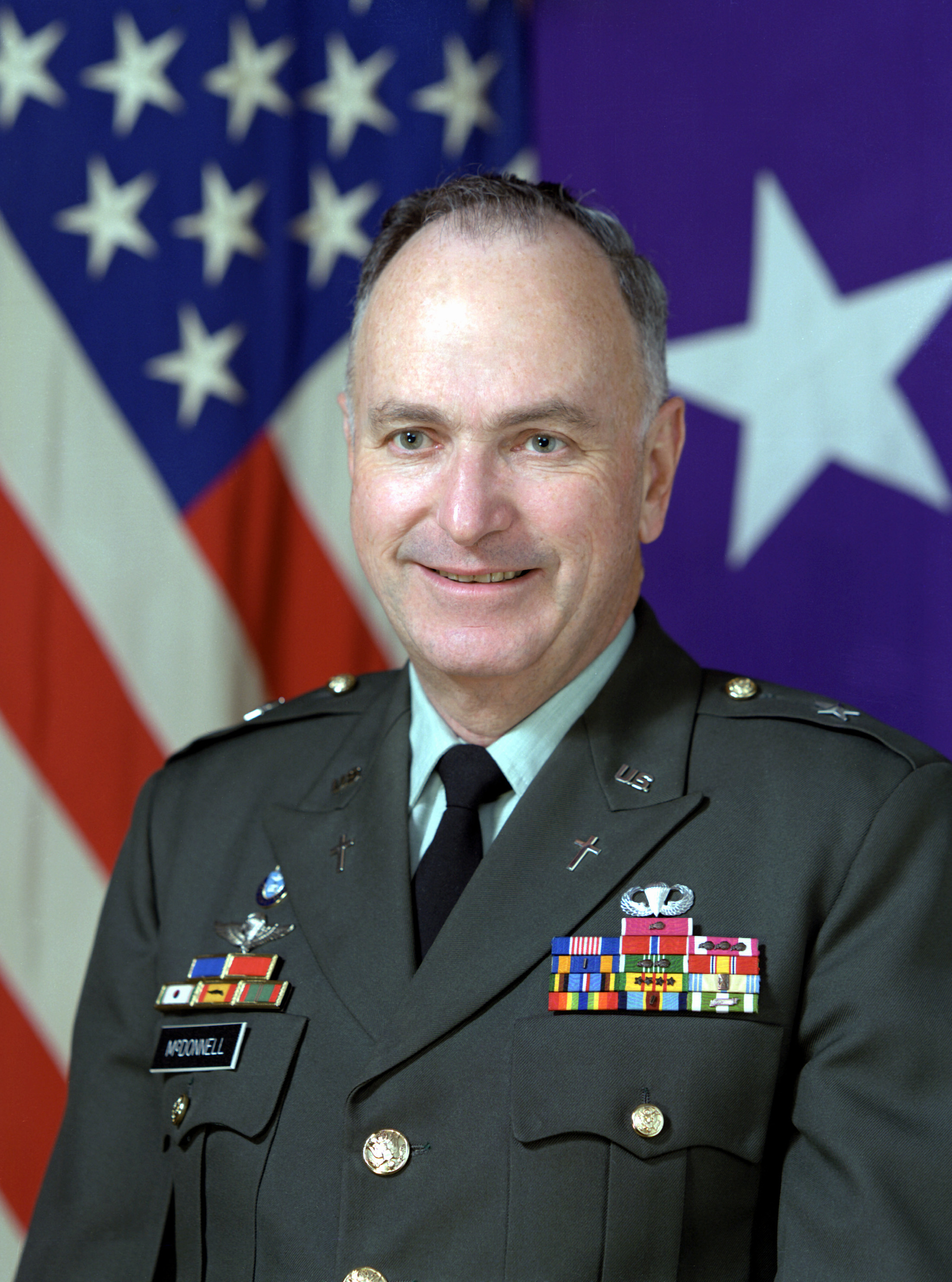
Charles James McDonnell als Vizechef des Militärseelsorge-Corps der US-Army

Charles James McDonnell (* 7. Juli 1928 in Queens; † 13. Februar 2020 in Totowa) war ein US-amerikanischer Geistlicher und römisch-katholischer Weihbischof in Newark.

## Leben
Charles James McDonnell empfing am 29. Mai 1954 die Priesterweihe für das Erzbistum Newark.
Nach der Priesterweihe war er zunächst in der Pfarrseelsorge und zeitweise zusätzlich als Seelsorger der Nationalgarde von New Jersey tätig. 1965 erhielt er die Beauftragung zum Militärkaplan in der United States Army. Während seines Dienstes als Militärseelsorger war er unter anderem im Vietnamkrieg eingesetzt und wurde mehrfach ausgezeichnet. 1983 erhielt er den Ehrentitel eines Päpstlichen Ehrenkaplans (Monsignore). 1986 wurde er zum Brigadier General und zum Vizechef des Militärseelsorge-Corps der US-Army ernannt.
1989 schied er aus dem aktiven Militärdienst aus und kehrte in die Pfarrseelsorge zurück. 1991 wurde er zum Generalvikar und Moderator der Diözesankurie des Erzbistums Newark ernannt.
Papst Johannes Paul II. ernannte ihn am 15. März 1994 zum Weihbischof in Newark und Titularbischof von Pocofeltus. Der Erzbischof von Newark, Theodore McCarrick, spendete ihm am 12. Mai desselben Jahres die Bischofsweihe; Mitkonsekratoren waren Peter Leo Gerety, emeritierter Erzbischof von Newark, und Michael Angelo Saltarelli, Weihbischof in Newark.
Am 21. Mai 2004 nahm Papst Johannes Paul II. seinen altersbedingten Rücktritt an.
Sein Grab befindet sich in der Krypta der Herz Jesu-Kathedrale von Newark.

## Auszeichnungen (Auswahl)
- Army Distinguished Service Medal
- Legion of Merit (2×)
- Soldier’s Medal
- Bronze Star
- Meritorious Service Medal (4 ×)
- Air Medal
- Army Commendation Medal (3 ×)
- National Defense Service Medal
- Armed Forces Expeditionary Medal
- Vietnam Service Medal (5 ×)
- Armed Forces Reserve Medal[1]